# Raja, Jõgevamaa
Raja är en ort i Estland. Den ligger i Kasepää kommun och landskapet Jõgevamaa, i den centrala delen av landet, 140 km sydost om huvudstaden Tallinn. Raja ligger 35 meter över havet och antalet invånare är 469. Den ligger vid sjön Peipus.
Terrängen runt Raja är platt. Runt Raja är det mycket glesbefolkat, med 7 invånare per kvadratkilometer. Närmaste större samhälle är Mustvee, 5,8 km norr om Raja. I omgivningarna runt Raja växer i huvudsak blandskog.